# Nicolas Jenson
Nicolas Jenson (cca 1420 Sommervoire (Champagne) – 1480/1481 Benátky) byl tiskař a rytec, který v Benátkách vytvořil nejdokonalejší antikvové písmo raného období knihtisku.
Vyučil se v rytectví a ražbě mincí a pracoval v královské mincovně v Tours. V roce 1458 byl poslán francouzským králem Karlem VII. do Mohuče, aby se naučil technice nového vynálezu Johannese Gutenberga, který tam tehdy pobýval. V Mohuči pracoval u tiskaře Petera Schoeffera, který Gutenbergův vynález zdokonalil, až do roku 1462, kdy bylo město vypleněno.
Další Jensonovy osudy a místo pobytu do roku 1470 jsou nejisté, snad pracoval pro bratry Johannese a Wendelina da Spira v roce 1469 v Benátkách. Od roku 1470 se právě tam stává samostatným tiskařem. Již jeho první kniha De Evangelica praeparatione (latinský překlad textu církevního otce Eusebia) byla vysázena po grafické stránce mistrovsky zvládnutým písmem. Jenson tedy musel mít s tvorbou písma zkušenosti, návaznost na písmo bratrů da Spira podporuje domněnku, že v předchozím roce působil v jejich dílně.
Od roku 1473 se spojil s dvěma kupci z Frankfurtu, což mu zajistilo financování a rozšíření odbytu knih do Německa. Vydává knihy všech žánrů, v latině, ale také v italštině a řečtině tištěné řeckým písmem. V roce 1480 s Janem z Kolína, dalším benátským tiskařem, vytvořil společný podnik, ale před koncem roku či na počátku roku 1481 oba zemřeli. Podnik pak získal Andrea Torresani, pozdější tchán Alda Manutia, který v Benátkách ještě před rokem 1500 (období prvotisků) vytiskl knihy, které znamenaly po Jensonově antikvě další mezník ve vývoji tiskového písma.

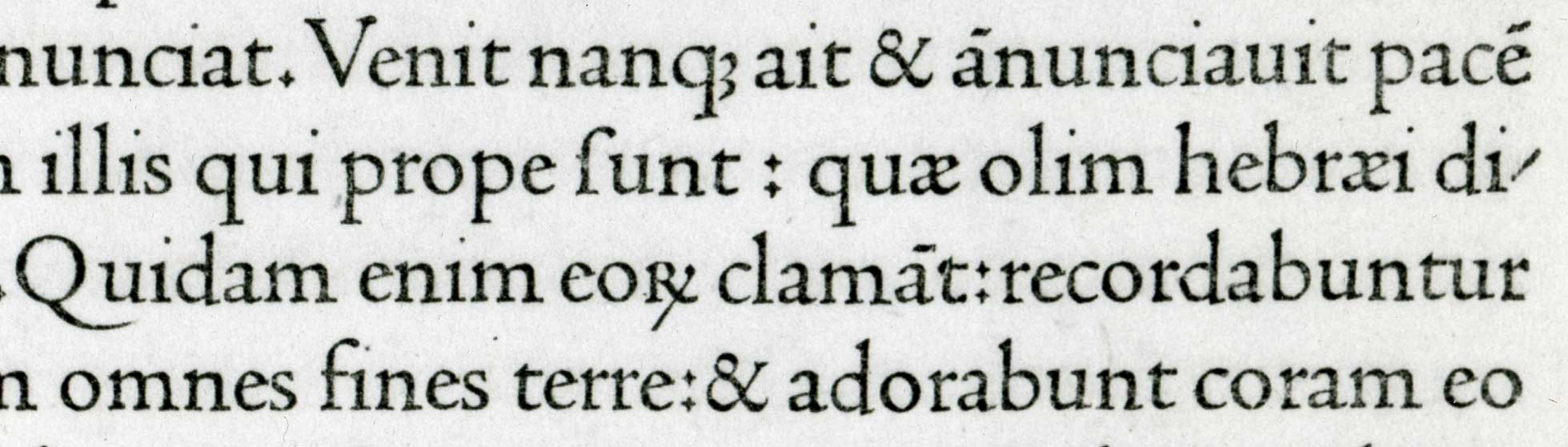
Písmo Eusebiova spisu vydaného Jensonem 1470